# 확률 질량 함수

주사위를 굴릴 때 각 눈의 값에 대한 확률 질량 함수

확률 질량 함수(確率質量函數, probability mass function, PMF)는 이산 확률 변수에서 특정 값에 대한 확률을 나타내는 함수이다. 이 함수는 연속 확률 변수에서의 확률 밀도 함수와 대응된다.
예를 들어, 주사위를 한 번 굴릴 때의 값을 나타내는 확률 변수가 {\displaystyle X}일 때, 이 확률 변수에 대응되는 확률 질량 함수는 {\displaystyle f_{X}(x)=1/6}이다.

## 수학적 기술
확률 변수 {\displaystyle X:S\to \mathbb {R} }가 표본 공간 (sample space) {\displaystyle S}에 의해 정의되는 이산 확률 변수일 때, 확률 질량 함수 {\displaystyle f_{X}(x):\mathbb {R} \to [0,1]}는
{\displaystyle f_{X}(x)=\Pr(X=x)=\Pr(\{s\in S:X(s)=x\})}
이다.

## 예제
동전을 한 번 던졌을 때 모든 결과의 표본 공간을 {\displaystyle S}라 하고, {\displaystyle S}에 의해 정의되는 확률 변수를 {\displaystyle X}라고 가정하자. {\displaystyle X}는 앞면이 나오면 1이고 뒷면이 나오면 0이다. 동전의 각 면이 나올 확률은 같으므로 확률 질량 함수는 다음과 같다.{\displaystyle f_{X}(x)={\begin{cases}{\frac {1}{2}},&x\in \{0,1\},\\0,&x\notin \{0,1\}.\end{cases}}}